# Lukas Haas
Lukas Daniel Haas (West Hollywood, California, 16 de abril de 1976) es un actor y músico estadounidense. A lo largo de su carrera, ha participado en una cuarentena de películas, series y producciones teatrales.

## Primeros años
Haas nació el 16 de abril de 1976 en West Hollywood, California, hijo de la escritora Emily Tracy y el artista Berthold Haas. Su padre es inmigrante judio alemán. Tiene dos hermanos, los gemelos Nikolai y Johannes, quienes también se dedican a la cultura (músico y artista respectivamente). A los cinco años atrajo la atención de la directora Marjorie Simkin mientras estaba en la guardería. Su debut en la gran pantalla vino en 1983 con la película Testament.

## Carrera
A los 8 años empezó a hacerse más conocido tras compartir cartel con Harrison Ford en la película de 1985 Witness en el que interpretaba a un chico amish que presenció el asesinato de un policía, tal actuación fue valorada positivamente por la crítica. Más tarde aparecería en pequeños papeles como en Lady in White y Solarbabies. En 1989 apareció en Music Box bajo la dirección de Costa-Gavras con el que fue nominado a un Young Artist. También participó en Alan and Naomi y Rambling Rose.
En 1989 fue nominado a un Emmy por interpretar a Ryan White en la TV movie The Ryan White Story en el que interpretaba a un adolescente que contrajo el SIDA por una mala transfusión de sangre para la hemofilia. En 1988 apareció en el Teatro Lincoln Center de Nueva York junto a Robin Williams y Steve Martin en la obra de Samuel Beckett: Waiting for Godot dirigida por Mike Nichols.
Otras producciones en las que participó fueron Everyone Says I Love You de Woody Allen, Mars Attacks de Tim Burton y Breakfast of Champions de Alan Rudolph. Entre su filmografía de los años 2000 se incluyen Brick, Last Days de Gus Van Sant y While She Was Out. Esta última protagonizada con Kim Basinger.
En marzo de 2010 entró en el Paseo de la Fama de Texas. Entre 2010 y 2012 actuó en Red Riding Hood, Contrabando e Inception además de ser un actor habitual en la serie Touch.

## Carrera musical
Colaboró como pianista y baterista en la banda The Rogues.[cita requerida]
Ha compuesto varias bandas sonora originales de películas como Breakfast of champions y Last days, y también actuó junto con Macy Gray en el álbum The Trouble with Being Myself y Shaka Rock de Jet con She's a genius.
En 2006, Haas protagonizó el vídeo musical de la banda My Chemical Romance, Welcome to the Black Parade, en el cual interpretó a El Paciente, personaje del cual trata el álbum. El vídeo fue dirigido por Samuel Bayer.
Haas también ha aparecido en videoclips de otros grupos tales como OutKast, UGK y el antes mencionado Jet.
En 2008 publicó un EP como solista.
El 25 de febrero de 2011 anunció que actuaría con Isabel Lucas con el sencillo Made For You. La grabación del videoclip fue realizada por el propio Haas en LA Studio. Esta información se reveló tiempo después como campaña de marketing para el álbum del grupo portugués The Gift: Explode.

## Filmografía
- Testament (1983)
- Witness (1985)
- Solarbabies (1986)
- Lady in White (1988)
- See You in the Morning (1989)
- The Ryan White Story (1989)
- Music Box (1989)
- Convicts (1991)
- Rambling Rose (1991)
- The Perfect Tribute (1991)
- Alan & Naomi (1992)
- Leap of Faith (1992)
- Warrior Spirit (1994])
- Everyone Says I Love You (1996)
- Boys (1996)
- Mars Attacks! (1996)
- Johns (1996)
- David and Lisa (1998)
- Breakfast of Champions (1999)
- Running Free (2000)
- Zoolander (2001)
- The Pearl (2001)
- Lathe of Heaven (2002)
- Long Time Dead (2002)
- Bookies (2003)
- Mentes criminales (2005)
- Brick (2005)
- Last Days (2005)
- 24 (2005)
- Material Girls (2006)
- The Darwin Awards (2006)
- Who Loves the Sun (2006)
- Welcome to the Black Parade vídeo musical (2006)
- Swedish Auto (2006)
- Alpha Dog (2007)
- The Cradle (2007)
- The Tripper (2007)
- Gardener of Eden (2007)
- T Takes (2008)
- Death in Love (2008)
- While She Was Out (2008)
- Inception (2010)
- Red Riding Hood (2011)
- Los Ojos Locos (2011)
- Contrabando (2012)
- Lincoln (2012)
- Touch (2012)
- Meth Head (2013)
- Jobs (2013)
- Pawn Shop Chronicles (2013)
- Dark was the night (2014)
- Ibid (2014)
- El renacido (2015)
- First Man (2018)
- Viudas (2018)
- Midnight in the Switchgrass (2021)
- Babylon (2022)